# Dąbrowica (Sainte-Croix)
Pour les articles homonymes, voir Dąbrowica.
Dąbrowica est une localité polonaise de la gmina de Słupia, située dans le powiat de Jędrzejów en voïvodie de Sainte-Croix.